# Kolom- en rijruimte
Kolomruimte en rijruimte zijn twee begrippen uit de lineaire algebra, een tak van de wiskunde, waarin met matrices wordt gerekend. 
- De kolomruimte van de {\displaystyle m\times n}-matrix {\displaystyle A} is de deelruimte van {\displaystyle \mathbb {R} ^{m}} die door de kolommen ervan wordt opgespannen.

- De rijruimte van de {\displaystyle m\times n}-matrix {\displaystyle A} is de deelruimte van {\displaystyle \mathbb {R} ^{n}} die door de rijen ervan wordt opgespannen.

De dimensie van de kolomruimte of rijruimte is het aantal lineair onafhankelijke kolommen of rijen van {\displaystyle A}. Zowel de dimensie van die rijruimte als van de kolomruimte is gelijk aan de rang van {\displaystyle A}.